# Psychotria trianae
Psychotria trianae är en måreväxtart som beskrevs av Paul Carpenter Standley. Psychotria trianae ingår i släktet Psychotria och familjen måreväxter. Inga underarter finns listade i Catalogue of Life.